# Kisturjaszög
Kisturjaszög (ukránul: Турички) település Ukrajnában, Kárpátalján, az Ungvári járásban.

## Fekvése
Perecsenytől északkeletre, Nagyturjaszög és Egreshát között fekvő település.

## Története
1910-ben 681 lakosából 7 magyar, 9 német, 665 ruszin volt. Ebből 23 római katolikus, 637 görögkatolikus, 18 izraelita volt. A trianoni békeszerződés előtt Ung vármegye Perecsenyi járásához tartozott.